# Gare de Jūsō
La gare de Jūsō (十三駅, Jūsō-eki) est une gare ferroviaire située dans le quartier de Jūsō, à Osaka au Japon. La gare est exploitée par la compagnie Hankyu.

## Situation ferroviaire
Gare de bifurcation, Jūsō est située au point kilométrique (PK) 2,4 des lignes Kobe et Takarazuka. Elle marque le début de la ligne Kyoto.

## Histoire
La gare est inaugurée le 10 mars 1910 sur l'actuelle ligne Takarazuka.

## Services aux voyageurs

### Accès et accueil
La gare dispose d'un bâtiment voyageurs, avec guichet, ouvert tous les jours.

### Desserte
- Ligne Kobe :
  - voie 1 : direction Nishinomiya-Kitaguchi, Kobe-Sannomiya et Shinkaichi
  - voie 2 : direction Osaka-Umeda
- Ligne Takarazuka :
  - voie 3 : direction Takarazuka, Kawanishi-noseguchi, Ishibashi handai-mae et Minoo
  - voie 4 : direction Osaka-Umeda
- Ligne Kyoto :
  - voie 5 : direction Kyoto-Kawaramachi, Kita-senri et Arashiyama
  - voie 6 : direction Osaka-Umeda

## Dans les environs
- Lycée Kitano
- Salle de cinéma d'art et d'essai The Seventh Art Theater